# Raión de Grodno
Grodno (en bielorruso: Гродзенскі раён) es un raión o distrito de Bielorrusia, en la provincia (óblast) de Grodno. Su centro administrativo es la capital provincial Grodno, que está constituida como ciudad subprovincial y no forma parte del distrito.
Comprende una superficie de 2594 km².
El distrito es uno de los principales centros de la minoría polaca en Bielorrusia. Está habitado por un 55,98% de bielorrusos étnicos, un 33,6% de polacos y un 7,78% de rusos.

## Demografía
Según estimación 2010 contaba con una población total de 54525 habitantes.

## Subdivisiones
Comprende la ciudad subdistrital de Skídziel, el asentamiento de tipo urbano de Sapotskin y los siguientes 13 consejos rurales:
- Abújava
- Adelsk
- Aziory
- Viertsialishki
- Hozha
- Indura
- Kaptsiouka
- Kvasouka
- Padlabiennie
- Parechcha
- Putryshki
- Sapotskin
- Skídziel